# São-Tomé-Schleiereule
Die São-Tomé-Schleiereule (Tyto thomensis) ist eine Art aus der Gattung der Schleiereulen, die nur auf São Tomé vorkommt. Sie galt lange als eine Unterart der Schleiereule, wird aber in jüngerer Literatur als eigenständige Art angesehen. Auf São Tomé ist sie sehr selten und als endemische Art ist ihr Bestand durch Lebensraumvernichtung und die Verwendung von Pestiziden besonders gefährdet.

## Merkmale
Die São-Tomé-Schleiereule gleicht der Kap-Verde-Schleiereule, ist aber kleiner und dunkler. Die Körperlänge beträgt 33 Zentimeter, die Flügellänge liegt zwischen 24,1 und 26,4 Zentimetern, der Schwanz ist etwa 9,7 bis 11,4 Zentimeter lang. Die Körperoberseite ist dunkelgrau und rötlichbraun mit auffälligen, schwarzen und weißen Flecken. Dem Gesichtsschleier fehlen, anders als bei einigen Schleiereulen-Arten, Grautöne. Er ist gelblichbraun mit einem dunklen Strich, der von den Augen zum Schnabel verläuft. Die Körperunterseite ist goldbraun mit dunklen Flecken. Jungvögel gleichen denen anderer Schleiereulenarten.

## Lebensraum
Auf São Tomé besiedelt diese Schleiereulenart offene bis halboffene Landschaften mit Sträuchern und vereinzelten Baumgruppen und/oder Felsstrukturen. Sie hat sich außerdem den menschlichen Siedlungsraum erschlossen. Über die Lebensweise und die Fortpflanzungsbiologie ist nur sehr wenig bekannt. Vermutlich unterscheidet sie sich darin aber nicht von anderen Schleiereulenarten.

## Belege

### Einzelbelege
1. ↑   König et al., S. 209
2. ↑   König et al., S. 216